# Отряд 1855
Отряд 1855 — специальный отряд японских вооружённых сил, входил в состав Департамента предотвращения эпидемий и очищения воды. Базировался в Пекине, известен экспериментами над людьми. Существовал с 1938 по 1945 годы.

## Описание
Подразделение 1855 было создано в составе Северо-Китайского фронта в 1938 году. Располагалось на объекте недалеко от Храма Неба в Пекине, и штат насчитывал около 2000 человек. Командовал отрядом хирург, полковник Нисимура Йени, который подчинялся непосредственно Сиро Исии в отряде 731.
По свидетельству корейца Чхве Хён Ши, который работал переводчиком в отряде 1855 с 1942 по 1943 год, подразделение проводило эксперименты с чумой, холерой и тифом на китайских и корейских иммигрантах в Китай. По его словам, испытуемые ужасно пострадали и умирали, в то время как японцы записывали.
Было подсчитано, что отряд 1855 убил около 1000 человек в период с 1938 по 1945 год. Подразделение эвакуировало объекты после поражения Японии в 1945 году.
У отряда 1855 был филиал в Цзинань, который представлял собой комбинацию тюрьмы и экспериментального центра.